# Península del cabo York
La península del cabo York (Cape York Peninsula) es una península en el norte de Queensland, Australia; la mayor del país. El cabo York (10°41′S 142°32′E / -10.683, 142.533) se encuentra en el extremo de la península y es el punto más al norte de Australia continental. Fue James Cook el que dio nombre a este cabo en 1770 en honor de Edward, Duque de York y de Albany (1739-1767).
La punta de la península se ubica a unos 140 km al sur de Nueva Guinea, separados entre sí por el estrecho de Torres. La costa oeste bordea el golfo de Carpentaria mientras que la costa este, el mar de Coral. La península del Cabo York cubre aproximadamente 288,804 km² y su población ronda los 18 000 habitantes.
Es el espacio virgen con naturaleza salvaje más grande del norte de Australia, con un terreno básicamente plano en el que la mitad de la superficie se utiliza para pacer ganado. Las sabanas boscosas de eucaliptos, las selvas tropicales tropicales y otros tipos de hábitats, relativamente intactos, se reconocen y conservan en la actualidad por su importancia ambiental global. A pesar de que gran parte de la península sigue siendo virgen, con una gran diversidad de flora y fauna endémicas, algunas de sus especies salvajes pueden estar amenazadas por la industria y el sobrepastoreo, así como por las especies introducidas y las malas hierbas.
El 1606, el marinero holandés Willem Janszoon a bordo del Duyfken fue el primer europeo en atracar en Australia, llegando a la península del Cabo York.

## Geografía
La costa oeste limita con el Golfo de Carpentaria y la costa este limita con el Mar del Coral. La península está bordeada por agua en tres lados (norte, este y oeste). No hay una demarcación clara hacia el sur, aunque el límite oficial de la Ley del Patrimonio de la Península del Cabo York de 2007 de Queensland se extiende a aproximadamente los 16°S de latitud.

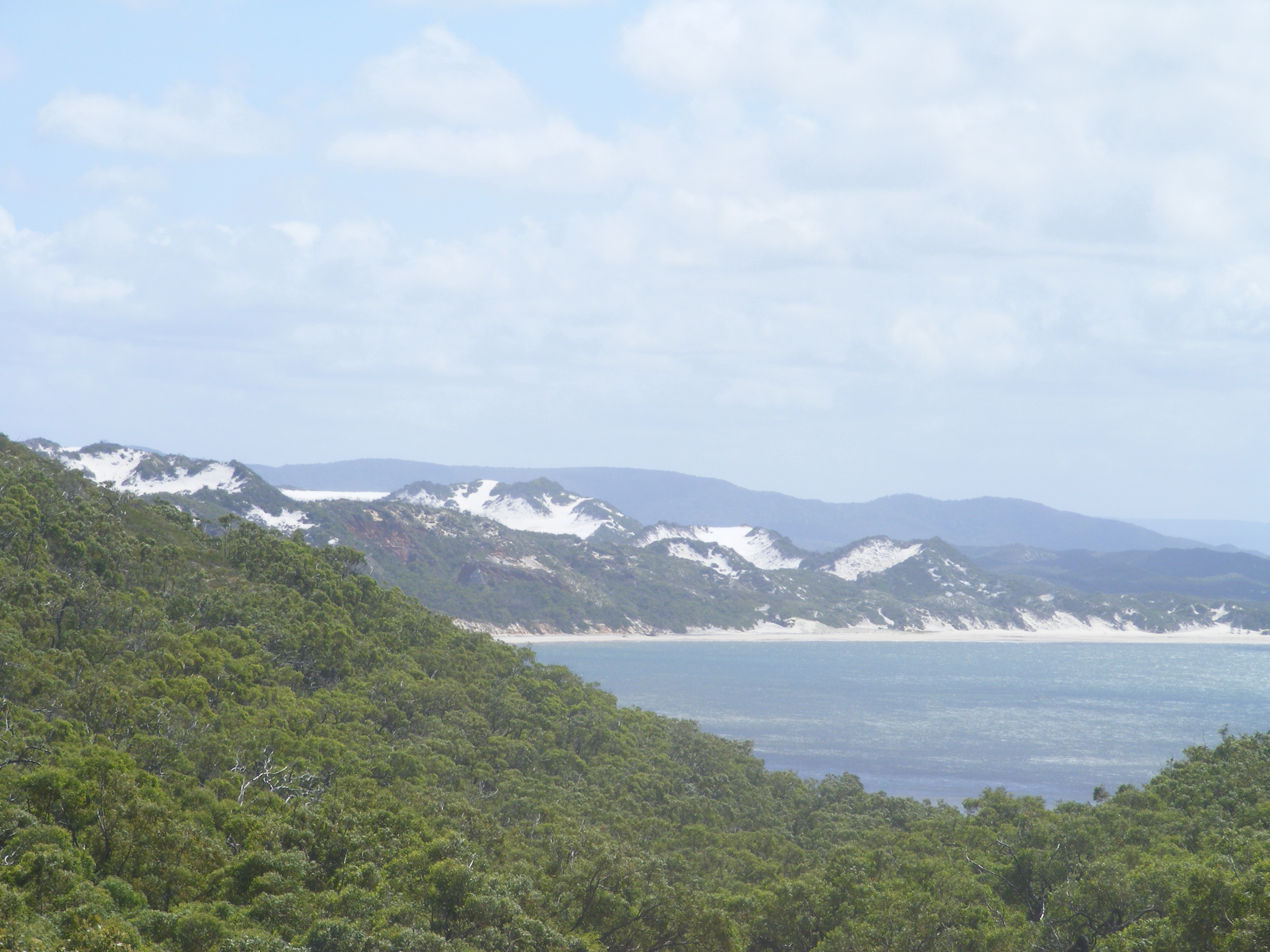
Dunas de arena en la zona del Cabo Flattery.

En el punto más ancho de la península, se encuentra a 430 km del río Bloomfield en el sureste, a través de la costa oeste justo al sur de la comunidad aborigen de Kowanyama. Se encuentra a unos 660 km (410 millas) de la frontera sur de Cook Shire, hasta la punta de Cape York.
En la punta de la península se encuentra el cabo York, el punto más septentrional del continente australiano. Fue nombrado por el teniente James Cook el 21 de agosto de 1770 en honor al príncipe Eduardo, duque de York y Albany, hermano del rey Jorge III del Reino Unido, que había muerto tres años antes:
La punta del Main, que forma un lado del Pasaje antes mencionado, y que es el promontorio norte de este país, lo he llamado Cabo de York, en honor a su difunta Alteza Real, el Duque de York.
Los paisajes tropicales se encuentran entre los más estables del mundo. [2] Durante mucho tiempo sin ser perturbada por la actividad tectónica, la península es una llanura baja extremadamente erosionada, casi nivelada, dominada por ríos serpenteantes y vastas llanuras aluviales, con algunas colinas muy bajas que se elevan a 800 m de altitud en la Cordillera McIlwraith en el lado este. alrededor de Coen.
La columna vertebral de la península del Cabo York es la cresta de la península, parte de la Gran Cordillera Divisoria de Australia. Esta cadena montañosa está formada por antiguas rocas precámbricas y paleozoicas (de 1500 millones de años). Al este y oeste de la cordillera de la península se encuentran las cuencas de Carpentaria y Laura, respectivamente, compuestas por antiguos sedimentos mesozoicos. Hay varios accidentes geográficos excepcionales en la península: las grandes extensiones de campos de dunas inalteradas en la costa este alrededor de Shelburne Bay y Cape Bedford-Cape Flattery, las enormes pilas de rocas de granito negro en el Parque Nacional Black Mountainy Cape Melville, y los karsts de piedra caliza alrededor de Palmerston en el extremo sur de la península.

## Ecología

### Flora
La península de Cape York alberga un complejo mosaico de selvas tropicales intactas, praderas tropicales y subtropicales, sabanas, matorrales, brezales, humedales, ríos salvajes y manglares. Los bosques de la sabana consisten típicamente en una capa de hierba alta y densa y densidades variables de árboles, predominantemente eucaliptos, de los cuales el más común es la corteza fibrosa de Darwin ( Eucalyptus tetrodonta). Estos diversos hábitats albergan alrededor de 3300 especies de plantas con flores y casi toda el área de la península del Cabo York (99,6 %) aún conserva su vegetación nativa y está poco fragmentada. Aunque abundantes y en pleno funcionamiento en la península, las sabanas tropicales son ahora raras y muy degradadas en otras partes del mundo. La península del Cabo York también contiene una de las tasas más altas de endemismo en Australia, con más de 260 especies de plantas endémicas encontradas hasta ahora. Por lo tanto, partes de la península se han destacado por su excepcionalmente alta calidad de vida silvestre.

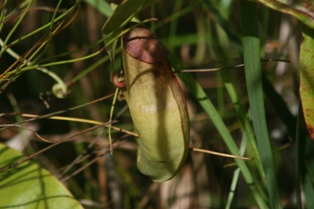
Planta odre carnívora, península de Cabo York.

La flora de la península incluye especies originales de Gondwana, plantas que han surgido desde la desintegración de Gondwana y especies de Indomalaya y del otro lado del Estrecho de Torres en Nueva Guinea, y la mayor variedad se encuentra en las áreas de selva tropical. La mayor parte de la península del Cabo York es más seca que la cercana Nueva Guinea, lo que limita la migración de las plantas de la selva tropical de esa isla a Australia. Las selvas tropicales cubren un área de 748 000 ha (1 848 350 acres), o el 5,6 % de la superficie terrestre total de la península del Cabo York. Las selvas tropicales dependen de cierto nivel de lluvia durante la larga estación seca, condiciones climáticas que se encuentran principalmente en las laderas orientales de las cadenas costeras de la península. Al ser casi exclusivamente bosques primarios vírgenes y albergar una biodiversidad desproporcionadamente alta, incluida la flora de origen gondwano y neoguineano, las selvas tropicales son de gran importancia para la conservación. El área de selva tropical contigua más grande de la península se encuentra en el área de las cordilleras McIllwraith y Iron. La flora de Gondwana de esta área incluye coníferas Araucariaceae y Podocarpaceae y orquídeas Arthrochilus, Corybas y Calochilus. En total, esta selva tropical contiene al menos 1000 plantas diferentes, incluidas 100 especies raras o amenazadas, y el 16 % de las especies de orquídeas de Australia.
En suelos pobres y secos se pueden encontrar brezales tropicales . El noreste de la península de Cape York sustenta las áreas más grandes de Australia de este ecosistema tan diverso.
Los extensos humedales de la península del Cabo York se encuentran "entre los más grandes, ricos y diversos de Australia".  Se han identificado 19 humedales de importancia nacional, principalmente en las grandes llanuras aluviales y en las zonas costeras. Los humedales importantes incluyen el Complejo Jardine, los sistemas de Lakefield y los estuarios de los grandes ríos de las llanuras occidentales. Muchos de estos humedales nacen solo durante la temporada de lluvias y albergan comunidades de plantas raras o poco comunes.
Las áreas costeras de la península y los estuarios de los ríos están bordeados por bosques de manglares de kwila y otros árboles. El bosque de manglares más grande de Australia se encuentra en la bahía de Newcastle.

### Fauna
La península alberga una extraordinaria biodiversidad, con más de 700 especies de animales terrestres vertebrados de las cuales 40 son endémicas. Como resultado, a partir de su historia geológica, "la flora y la fauna de la península del Cabo York son una mezcla compleja de reliquias de Gondwana, aislacionistas australianos e invasores asiáticos o de Nueva Guinea" (p. 41). Entre las aves de la península se incluyen el codorniz de pecho amarillo (Turnix olivii), el loro de hombros dorados (Psephotus chrysopterygius), el encantador muñeco de hadas (Malurus amabilis), el mielero de rayas blancas (Trichodere cockerelli) yMiel de manchas amarillas (Meliphaga notata), mientras que algunos, como el ostrero de varios colores, se encuentran en otras partes de Australia, pero tienen poblaciones importantes en la península. La península también alberga a la serpiente marrón oriental , una de las serpientes más venenosas del mundo. Entre los mamíferos se incluyen los roedores Cape York melomys, relacionados con los extintos melomys de Bramble Cay, que se encontraron solo en Bramble Cay en el Estrecho de Torres y se confirmó su extinción en 2016.
Las selvas tropicales del Parque Nacional Iron Range albergan especies que también se encuentran en Nueva Guinea, incluido el loro eclectus y el cuscús común del sur. Otra fauna de la selva tropical incluye 200 especies de mariposas, incluidas 11 mariposas endémicas, una de las cuales es la enorme ala de pájaro verde, la pitón verde y la quoll del norte, un marsupial del bosque que ahora está severamente agotado por comer los sapos de caña venenosos introducidos.
Las riberas de los ríos de las tierras bajas albergan una fauna específica propia, mientras que los ríos, como Jardine, Jackson, Olive, Holroyd y Wenlock, son ricos en peces. Los humedales y manglares costeros se destacan por su importancia como criadero de peces y hábitat de cocodrilos, proporcionando un importante refugio contra la sequía  y finalmente la Gran Barrera de Coral se encuentra frente a la costa este y es un importante hábitat marino.